# Château de Champvent (Suisse)
Pour les articles homonymes, voir Château de Champvent.
Le château de Champvent est un château vaudois située sur le territoire de la commune de Champvent, en Suisse.

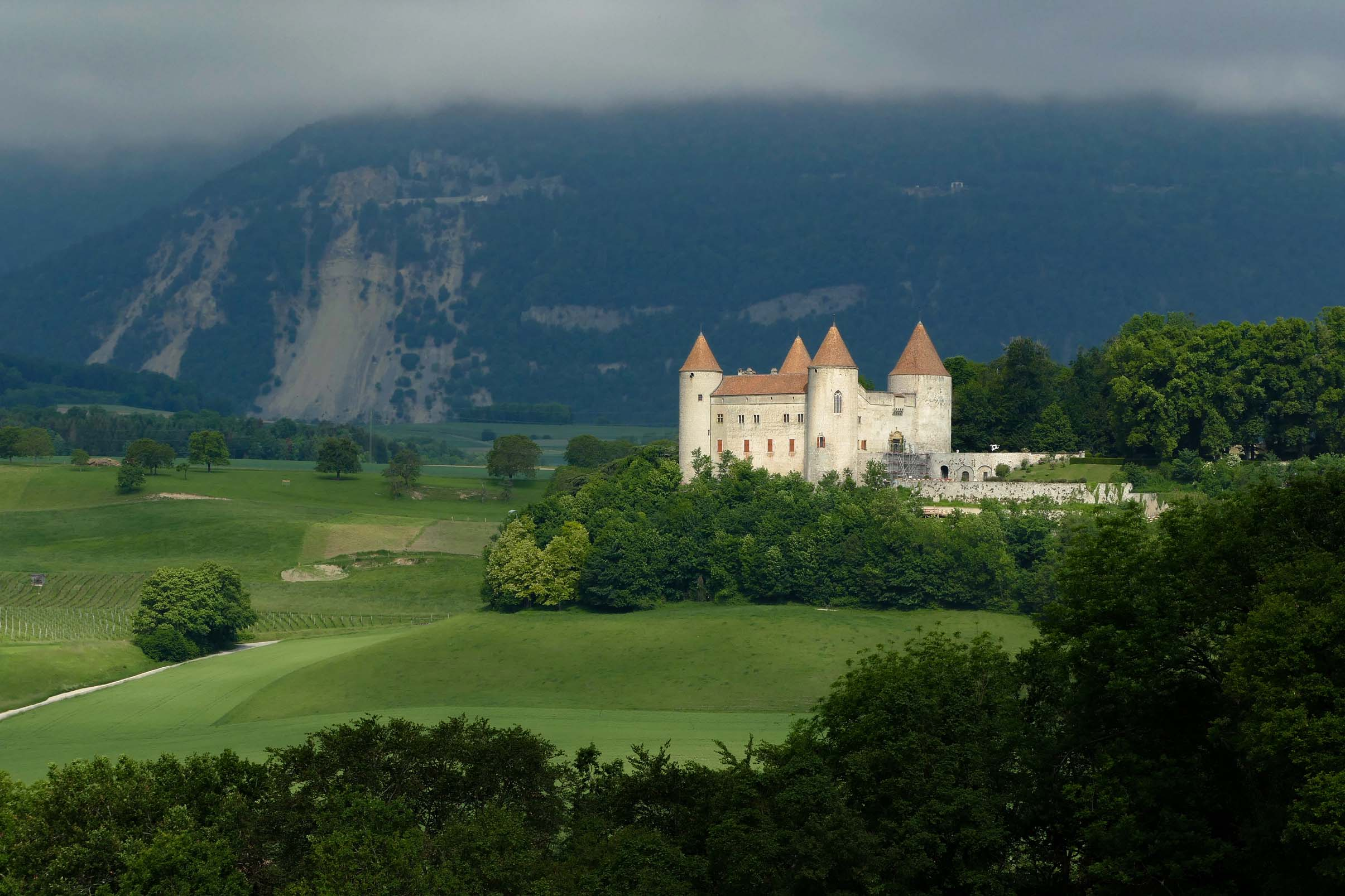
Le Château de Champvent

## Histoire
Pendant la période romane, la région de Champvent, faisait partie de la seigneurie de Grandson, est la propriété de la famille de Grandson. Bien que les traces précises de la construction du château ne nous soient pas parvenues, on estime que c'est Henri de Grandson, fils d'Ebald IV, qui lança les travaux qui furent poursuivis après sa mort en 1266 par son descendant Guillaume de Champvent, évêque de Lausanne, qui le termina peu avant sa mort en 1301. La famille continuera à occuper le château et se détachera progressivement de la tutelle des Grandson jusqu'à sa disparition en 1336. La seigneurie de Champvent comprend alors les villages de Champvent, Mathod, Suscévaz, Essert et Villars-sous-Champvent, Orges, Vugelles-La Mothe, Vuiteboeuf, Sainte-Croix et Bullet. 

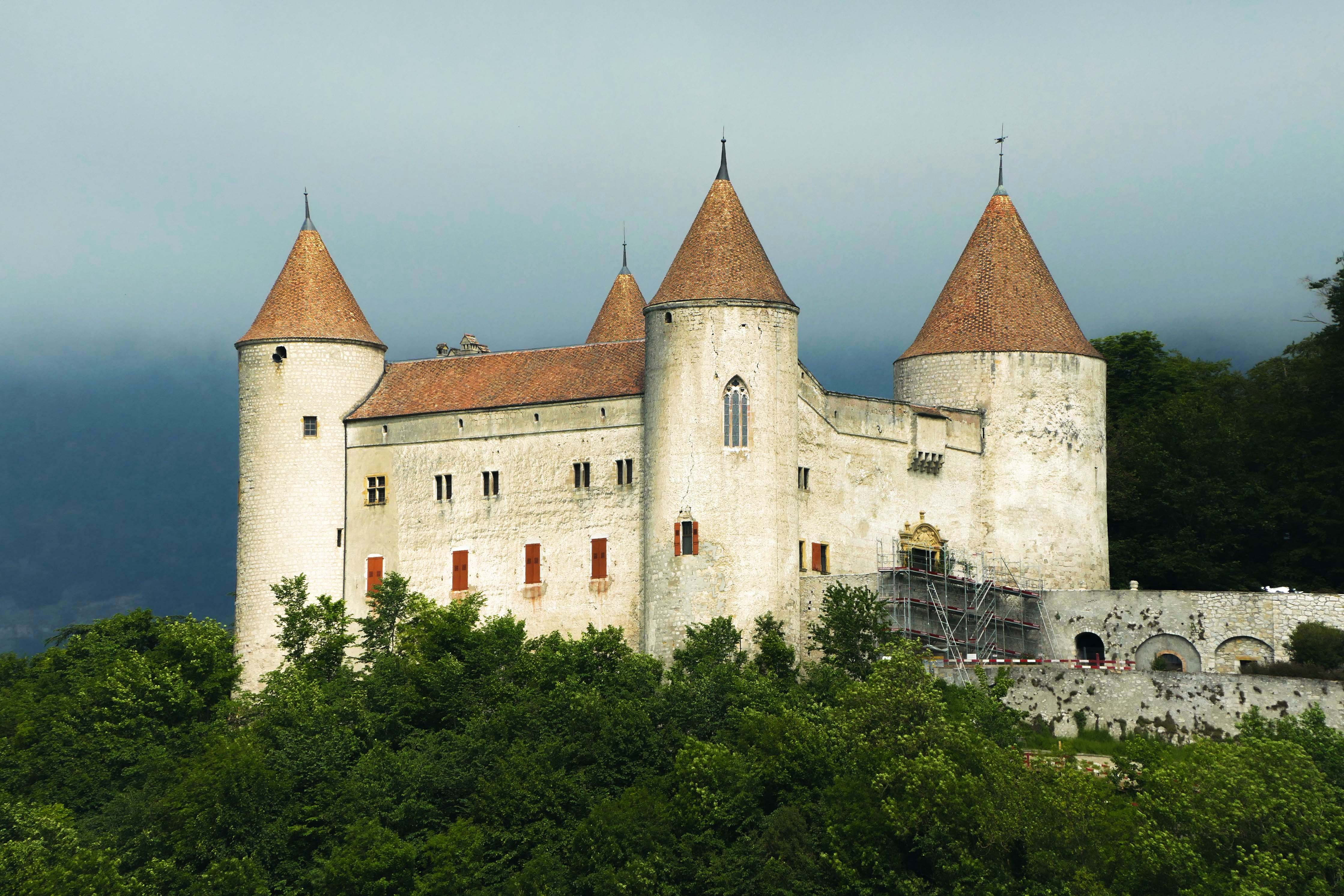
Château de Champvent

Après la disparition de la famille des seigneurs de Champvent, la seigneurie vint en 1336 à la Maison de Neuchâtel, en 1373 à Marguerite de Vufflens et après son mariage à la famille bourguignonne de Vergy jusqu'à la guerre de Bourgogne où il fut brûlé par les troupes confédérées après la bataille de Grandson en 1475 parce que le seigneur du château avait des liens avec le duc Charles le Téméraire. Reconstruit, il passe en mains bernoises après l'invasion de 1536. Les droits seigneuriaux furent alors confiés à la ville d'Yverdon-les-Bains et le château devint une propriété privée. 
Après la conquête de Vaud par Berne en 1536, la seigneurie de Champvent appartenait au bailli d'Yverdon. De 1611 à 1731, la seigneurie appartenait à la Famille de Diesbach, dont il passa à Johann Rudolf Tillier de la Famille von Tillier par mariage. En 1769 environ, le château de Champvent fut acheté par Louis-Rodolphe Doxat, et fut aux mains de la Famille Doxat (barons) jusqu'en 1932, année où Roland Doxat le vendit. Dans la nuit du 7 au 8 mai 1802, les Bourla-Papey prendront le château et brûleront l'ensemble des archives de la région. Aujourd'hui le château appartient à Madame Leister.

## Description
Le château est un exemple de « carré savoyard », avec quatre tours rondes flanquant une enceinte rectangulaire où se trouvent des logis adossés qui enferment une cour centrale. L'une des tours servait originellement de donjon et fut rabaissée de 15 mètres en 1780. 
Le bâtiment est inscrit comme bien culturel suisse d'importance nationale.